# Maggie Simpson
Margaret "Maggie" Simpson  este unul dintre personajele principale ale serialului de animație Familia Simpson și este unul dintre membrii familiei cu același nume. Maggie este cel mai mic copil al Familiei Simpson. Maggie are un an dar nu poate vorbi. Maggie are doi frați mai mari Bart Simpson și Lisa Simpson.